# Massimo Villata
Massimo Villata (Torino, 1954) è un astrofisico e autore di fantascienza italiano.

## Biografia
Dal 1968 al 1973 frequenta l'Istituto tecnico per geometri, partecipa ai moti studenteschi e si diploma con il massimo dei voti;  successivamente, si iscrive all'Università degli Studi di Torino, laureandosi in fisica con lode.
Alla fine del dottorato di ricerca vince un concorso presso l'Osservatorio astrofisico di Torino, sito a Pino Torinese, dove opera tuttora come astrofisico.

## Attività scientifica
Il suo principale campo di ricerca è lo studio dell'astronomia extragalattica, spaziando anche nella fisica teorica e cosmologia.
Si specializza nello studio dei blazar (nuclei galattici attivi estremamente energetici e variabili) e dall'anno 2000 è Presidente del consorzio internazionale di telescopi ottici e radio (WEBT - Whole Earth Blazar Telescope) dedicato a tale studio.
Grazie ai suoi studi innovativi, anche nel campo dell'antimateria e delle sue proprietà gravitazionali in connessione con l'energia oscura, è autore di oltre 400 pubblicazioni di cui circa la metà come primo o secondo autore, e compare su numerose riviste internazionali online di informazione scientifica come Phys.org, Universe Today, Engadget, e molte altre.

## Attività letteraria
Svolge anche l'attività di scrittore di romanzi di fantascienza (genere hard science fiction) sotto lo pseudonimo di Max Wells, ispirandosi al celebre fisico scozzese James Clerk Maxwell. Il suo genere di fiction, anche grazie agli studi e alle ricerche intraprese, è il risultato di una fusione fra il genere di hard science fiction con la letteratura scientifica tradizionale, genere che lui stesso ama definire "romanzo scientifico". 

## Elenco pubblicazioni scientifiche
- Elenco 438 pubblicazioni su ORCID (ORCID iD 0000-0003-1743-6946)
- Elenco 386 pubblicazioni su ADS (numero totale di citazioni: 12.717 - H-index = 65 - aggiornato a giugno 2024)
- Nella classifica dei Top Scientists 2023 di Research.com, M. Villata è accreditato di un H-index = 90, con 20.790 citazioni su 424 pubblicazioni.

## Principali pubblicazioni scientifiche
- Angular momentum loss by a stellar wind and rotational velocities of white dwarfs, in Monthly Notices of the Royal Astronomical Society, vol. 257, n. 3, 1º agosto 1992,  pp. 450-454, DOI:10.1093/mnras/257.3.450.
- Optical photometric monitoring of gamma-ray loud blazars, in A & A Supplement series, vol. 121, gennaio 1997,  pp. 119-138, DOI:10.1051/aas:1997313.
- BVR photometry of comparison stars in selected blazar fields. I. Photometric sequences for 10 BL Lacertae objects, in Astronomy and Astrophysics Supplement, vol. 130, giugno 1998,  pp. 305-310, DOI:10.1051/aas:1998415.
- Helical jets in blazars. I. The case of MKN 501 (PDF), in Astronomy and Astrophysics, vol. 347, 1999,  pp. 30-36, Bibcode:1999A&A...347...30V.
- The WEBT BL Lacertae Campaign 2000 (PDF), in Astronomy and Astrophysics, vol. 390, agosto 2002,  pp. 407-421, DOI:10.1051/0004-6361:20020662.
- The unprecedented optical outburst of the quasar 3C 454.3 The WEBT campaign of 2004–2005 (PDF), in Astronomy and Astrophysics, vol. 453, n. 3, luglio 2006,  pp. 817-822, DOI:10.1051/0004-6361:20064817.
- CPT symmetry and antimatter gravity in general relativity, in EPL (Europhysics Letters), n. 2, 28 marzo 2011, DOI:10.1209/0295-5075/94/20001.
- On the nature of dark energy: the lattice Universe, in Astrophysics and Space Science, vol. 345, n. 1, maggio 2013,  pp. 1-9, DOI:10.1007/s10509-013-1388-3.
- The matter-antimatter interpretation of Kerr spacetime, in Annalen der Physik, vol. 527, n. 7-8, agosto 2015,  pp. 507-512, DOI:10.1002/andp.201500154.
- Blazar spectral variability as explained by a twisted inhomogeneous jet, in Nature, vol. 552, 21 dicembre 2017,  pp. 374–377, DOI:10.1038/nature24623.
- Antimatter Gravity and the Results of the ALPHA-g Experiment, in Annalen der Physik, 18 aprile 2024, DOI:10.1002/andp.202300519.

## Romanzi di fantascienza
- Max Wells, La freccia oscura del tempo, ilmiolibro, 2012, ISBN 9788891010728.
- Max Wells, La freccia oscura del tempo, eBook, ilmiolibro, 2015, ISBN 9788891046383.
- Max Wells, L'altro messia, ilmiolibro, 2015.
- Massimo Villata, The Dark Arrow of Time, Springer, 2017, ISBN 978-3-319-67485-8.
- Massimo Villata, The Dark Arrow of Time, eBook, Springer, 2017, ISBN 978-3-319-67486-5.
- Max Wells, Il sognatore d'oriente, ilmiolibro, 2020.